# Piper flavidum
Piper flavidum är en pepparväxtart som beskrevs av C. Dc.. Piper flavidum ingår i släktet Piper och familjen pepparväxter. Inga underarter finns listade i Catalogue of Life.